# Betsiboka (region)
Betsiboka – region Madagaskaru, ze stolicą w Maevatanana. Dawniej należał do Prowincji Mahajanga.

## Geografia
Zajmuje powierzchnię 30 025 km². Od północy graniczy z regionem Sofia, od wschodu z Alaotra-Mangoro, od południa z regionami Analamanga i Bongolava, od wschodu z Melaky, a od północnego wschodu z Boeny. Do głównych rzek regionu należą: Betsiboka, Ikopa, Menavava, Mahajamba i Mahavavy. Przez region przebiega droga RN 4.

## Demografia
Jego zaludnienie wynosiło w 1993 roku 169 770 osób. W 2004 wynosiło ok. 236 500. Według spisu z 2018 populacja wzrosła do 393 278 mieszkańców. 

## Podział administracyjny
W skład regionu wchodzą 3 dystrykty:
- Kandreho
- Maevatanana
- Tsaratanana